# Alianza UNO-96
La Alianza UNO-96, de Nicaragua, fue una coalición electoral de 3 partidos políticos de derecha para las elecciones generales del 20 de octubre de 1996. Era la sucesora de la desintegrada alianza Unión Nacional Opositora (UNO) que llevó al poder a doña Violeta Chamorro en las elecciones del 25 de febrero de 1990 sobre el partido oficialista Frente Sandinista de Liberación Nacional (FSLN) y su candidato Daniel Ortega. La UNO estaba compuesta por 14 partidos de derecha, centroderecha, centroizquierda e izquierda; los miembros de la nueva coalición eran: 
- Partido Nacional Demócrata (PND)
- Movimiento de Acción Conservadora (MAC)
- Movimiento Democrático Nicaragüense (MDN)

La alianza quedó en la casilla 6 de las 6 boletas electorales para elegir al presidente y vicepresidente; diputados nacionales, diputados departamentales y diputados del Parlamento Centroamericano (Parlacen); concejales, alcaldes y vicealcaldes. El candidato presidencial de la Alianza UNO-96, Alfredo César Aguirre (exdiputado de la UNO y que fue secuestrado del 20 al 25 de agosto, en la sede de esa alianza oficialista, por paramilitares sandinistas junto con otros diputados oficialistas) sacó en las elecciones del 20 de octubre de 1996 4,020 votos de un total de 1,773,401 votos válidos. Esas elecciones las ganó el candidato de la Alianza Liberal (AL) Arnoldo Alemán –exalcalde de Managua por la UNO– con 904,908 votos (51.3%), el candidato de la Alianza Liberal (AL), derrotando a Daniel Ortega por segunda vez. La UNO-96 perdió su personería jurídica al no alcanzar el 4% de los votos y desapareció por completo posteriormente. 